# Joko Knežević
Joko Knežević (pravo ime Ivan Knežević) (Lokva Rogoznica, 23. kolovoza 1907. – Split, 17. siječnja 1988.) bio je hrvatski slikar i kipar.

## Životopis
Rođen je 23. kolovoza 1907. u mjestu Lokva Rogoznica kraj Omiša. Godine 1939. završio je zagrebačku Akademiju likovnih umjetnosti. Bio je profesor splitske Škole primijenjenih umjetnosti. Slikao je mrtve prirode, pejzaže i portrete. Također je oblikovao kipove, izrađivao intarzije, mozaike, tapiserije i predmete primijenjene umjetnosti u stilskome rasponu od postimpresionizma do ekspresionizma. Umro je u Splitu 17. siječnja 1988.